# Jan Wolkers
Jan Hendrik Wolkers (26. října 1925 Oegstgeest – 19. října 2007 Texel) byl nizozemský spisovatel, sochař a malíř. Je považován za jednoho z nejlepších spisovatelů poválečné nizozemské literatury. Mezi Wolkersova nejznámější díla patří romány Terug naar Oegstgeest (1965, Zpátky do Oegstgeestu), ve kterém popisuje život v nábožensky silně založené rodině, a Turks fruit (1969, Turecký med), inspirovaný jeho druhým nevydařeným manželstvím. Přestože se Wolkers jako spisovatel dočkal velké popularity, sám se na prvním místě považoval za sochaře. Přes svůj všestranný charakter získal Wolkers v životě pouze jediný diplom, a to ze psaní na stroji.

## Život

### Mládí
Wolkers se narodil jako třetí z jedenácti dětí v silně kalvinisticky založené rodině, během dospívání se však od víry odvrátil. Krátce navštěvoval střední školu, z níž brzy kvůli špatnému prospěchu odešel, a začal pomáhat otci, který vlastnil prodělávající hokynářství ve městě Oegstgeest v Jižním Holandsku. Wolkers pracoval mimo jiné jako ošetřovatel zvířat v laboratoři na Univerzitě v Leidenu a jako zahradník. Ve volném čase navštěvoval leidenskou akademii výtvarných umění Ars Aemula Naturale a věnoval se krajinomalbě. Během druhé světové války měl jako nižší úředník na starosti rozdělování potravinových lístků. Později se během války ukrýval a krátce po osvobození žil v Paříži.

### Dospělost
Wolkers byl třikrát ženatý. V roce 1947 se oženil s Marií de Rooovou (1923-1993). Z toho manželství měl Wolkers dva syny a dceru. Téměř dvouletá Eva zemřela v roce 1951 během nehody při koupání. Tuto tragédii zpracoval Wolkers ve svém románu Roos van vlees (1963), česky Růže z masa (2006). V roce 1958 se Wolkers ve Francii oženil s Annemarií Nautovou, ale manželství netrvalo dlouho. Toto období se Wolkersovi stalo inspirací pro román Turks fruit (Turecký med), ve kterém Nautová sloužila jako předloha pro hlavní hrdinku Olgu. Rakovina a následná smrt Olgy symbolizuje Wolkersův smutek z krachu manželství s Annemarií.
V roce 1963 potkal Wolkers v tehdy sedmnáctiletou Karinu Gnirrepovou (1946). Pár se v roce 1980 přestěhoval z Amsterdamu na wattové pobřeží Westermient na ostrově Texel v Severním Holandsku. O rok později se vzali a narodila se jim dvojčata. V roce 2002 a 2003 vysílala nizozemská televizní stanice VPRO seriál De achtertuin van Jan Wolkers (Zahrada Jana Wolkerse) o rostlinách a zvířatech v zahradě, kterou si manželé založili za domem. Wattové moře Waddenzee je přirozený slaný mokřad s bohatstvím flóry i fauny.
Ve volbách do Evropského parlamentu v roce 2004 a v parlamentních volbách v roce 2006 symbolicky podpořil stranu Partij voor de dieren, která se zaměřuje na práva zvířat a ochranu životního prostředí.
V roce 2006 se stal Wolkers čestným občanem ostrova Texel. Na jeho počest byly pojmenovány i ulice na dalších místech, které jsou s Wolkersem a jeho tvorbou spjaty: Oegstgeestu, Leidenu, Voorschotenu, Groningenu a v Kloetinge.

### Stáří
Wolkers byl 12. října kvůli akutnímu onemocnění kůže (erysipel, též růže) hospitalizován v nemocnici v Den Helderu, kde mu byla diagnostikována cirhóza jater v pokročilém stádiu. Zemřel ve spánku 19. října 2007, týden před svými 82. narozeninami. Poslední rozloučení na hřbitově De Nieuwe Ooster v Amsterdamu bylo vysíláno v přímém přenosu. Urna s popelem byla později pohřbena pod liliovníkem v jeho zahradě. Literární kritik a novinář Onno Blom získal několik měsíců před Wolkersovou smrtí souhlas k napsání biografie. Její dokončení plánuje Blom na rok 2015.

## Dílo

#### Odmítnutá ocenění
V roce 1963 získal Wolkers za sbírku povídek Serpentina's petticoat (Serpentinina spodnička) Cenu za prózu města Amsterdam, kterou však v roce 1966 na protest vrátil. Vyjádřil tak nesouhlas s policejními zásahy při demonstracích během svatebního obřadu tehdejší korunní princezny Beatrix a německého diplomata Clause von Amsberg. V osmdesátých letech odmítl cenu za celoživotní dílo Constantijn Huygensprijs a státní cenu P.C. Hooft-prijs. Přípravy na udělení královského řádu byly zastaveny vhledem k jeho očekávanému odmítnutí. Wolkers přijal pouze cenu Busken Huetprijs (1991), která mu byla udělena za eseje Tarzan in Arles (1991, Tarzan v Arlesu).

#### Výběr bibliografie
České názvy děl přejaté ze Slovníku severských spisovatelů (Libri: Praha, 1998)
- Serpentina's petticoat (1961, Serpentinina spodnička), sbírka povídek
- Kort Amerikaans (1962, Na krátko po americku), román
- Een roos van vlees (1963, Růže z masa), román
- Gesponnen suiker (1963, Cukrová vata), román
- Terug naar Oegstgeest (1965, Zpátky do Oegstgeestu), román
- Turks fruit (1969, Turecký med), román
- De walgvogel (1969, Blboun nejapný), román
- De doodshoofdvlinder (1979, Smrtihlav), román
- Perzik van onsterfelijkheid (1980, Broskev nesmrtelnosti), román
- De junival (1982, Červnový propad), román
- 22 sprookjes, verhalen en fabels (1985, 22 pohádek, povídek a bajek) s autorovými ilustracemi
- Tarzan in Arles (1991, Tarzan v Arlesu), eseje
- Rembrandt in Rommeldam, Essays, interviews en meer (1994, Rembrandt v Haraburdišti, eseje, rozhovory a víc)
- Zwarte bevrijding (1995, Černé osvobození)

#### Zfilmovaná díla
- Turks fruit (1973), režie Paul Verhoeven[8]
- Kort Amerikaans (1979), režie Guido Pieters[9]
- Brandende liefde (1983), režie Ate de Jong[10]
- Een roos van vlees (1985), režie Jon Lindström[11]
- Terug naar Oegstgeest (1987), režie Theo van Gogh[12]
- Zomerhitte (2008), režie Monique van de Ven[13]

### Výtvarné umění/malířství
Wolkers studoval výtvarné umění v Amsterdamu a Haagu. V Amsterdamu studoval do roku 1953 na akademii výtvarných umění Rijksacademie van Beeldende Kunsten. V létě 1954 navštěvoval v Salcburku letní akademii výtvarných umění Internationale Sommerakademie für bildende Kunst založenou v roce 1953 Oskarem Kokoschkou, kde se učil u italského sochaře Giacoma Manzù. V roce 1957 získal francouzské stipendium, aby mohl studovat u francouzského sochaře Ossipa Zadkine.
Stejně jako Mondriaan podepisoval Wolkers někdy své obrazy z rubové strany, aby podpisem nenarušoval kompozici uměleckého díla. V roce 2007 Wolkers prohlásil, že inspiraci k obrazům nachází o samotě, k tomu se potřebuje obklopovat tichem. Inspirací pro abstraktní obrazy mu je moře, krajina a klid.
Volební plakáty, které Wolkers namaloval ve druhé polovině sedmdesátých let pro Komunistickou stranu Nizozemska, byly předmětem četných diskusí.

### Sochařství
Již na počátku sochařské kariéry získal Wolkers svou první významnou zakázku. V roce 1956 vytvořil v Kruiningenu Watersnoodmonument, památník obětem povodní v provincii Zeeland v roce 1953. Na první návrh použil Wolkers kompletně sklo, což byl na tehdejší dobu unikátní materiál, ale tento návrh byl odmítnut. Wolkers byl pravděpodobně prvním umělcem na světě, který použil sklo na celou sochu. Finální návrh, bronzovou mladou ženu s utonulým dítětem v náručí, dokončil Wolkers v roce 1957.
Wolkers se soustřeďoval na práci se sklem a dalšími křehkými materiály. Mezi nejznámější díla patří Auschwitzmonument, památník obětem Osvětimi v Amsterdamu zkomponovaný ze skla a zrcadlových úlomků. Poté, co se jeho díla opakovaně stala terčem vandalismu, se Wolkers rozhodl na díla umístěná ve veřejných prostranstvích používat především ocel. Na památník nizozemského pedagoga a biologa Jacobuse Pietera Thijsseho (1865-1945) na ostrově Texel sice použil více oceli, ale sklo je stále znatelně zastoupeno.
Přestože je Wolkers v Nizozemsku známý především jako spisovatel, v sochařství dosáhl srovnatelného úspěchu.

#### Museum/Expozice
Koncem roku 2007 začala Karina Wolkersová hledat v Leidenu místo, kde by mohla být umístěna sbírka obrazů a literární archiv s korespondencí jejího manžela. Leiden zvolila proto, že tam Wolkers studoval na akademii výtvarných umění a zároveň to bylo první město, kde začal navštěvovat muzea. Možné umístění sbírky a konkrétní podoba expozice je ještě ve fázi vyjednávání. V úvahu přichází muzeum výtvarného umění De Lakenhal, kde od října 2008 do února 2009 probíhala dočasná výstava Wolkersových děl, nebo přírodně-historické muzeum Museum Naturalis.